# ممثلية سلوفينيا في فلسطين
ممثلية سلوفينيا في فلسطين هي الممثلية الدبلوماسية العُليا السلوفينية لدى دولة فلسطين. تأسست في عام 2007، ويقع مقرها في مدينة البيرة.

## قائمة الممثلون
| الترتيب | رئيس البعثة الدبلوماسية | تاريخ الاعتماد الدبلوماسي | تاريخ الانتهاء | رئيس سلوفينيا                                        | رئيس دولة فلسطين | ملاحظات                                                |
| ------- | ----------------------- | ------------------------- | -------------- | ---------------------------------------------------- | ---------------- | ------------------------------------------------------ |
|         | يوري رفلي               |                           | يناير 2016     |                                                      | محمود عباس       |                                                        |
|         | ملكو دولنسك             | 15 يونيو 2016             | يونيو 2019     |                                                      | محمود عباس       | أعاد تسليم أوراق اعتماده إلى الرئيس في 18 أكتوبر 2016. |
|         | فويكو كوزما             | 26 يونيو 2019             | لا يزال        | أعاد تسليم أوراق اعتماده إلى الرئيس في 1 أغسطس 2019. | محمود عباس       |                                                        |

## وصلات خارجية
- الموقع الرسمي